# Žutoujgurski jezik
Žutoujgurski jezik (zapadnojugurski, zapadni jugur jezik; ISO 639-3: ybe), jedan od 7 i jedna od šest živih jezika istočnoturkijske skupine altajskih jezika, kojim govori 2 600 pripadnika (1999 J. Zhong) naroda Žutih Ujgura (Yaofuer ili Saragh Yugur) sa sjeverozapada kineske provincije Gansu, čija etnička populacija iznosi 6 000 (2000 D. Bradley).
Etnički se klasificiraju u Jugure (Yugur), ali se po jeziku razlikuju od Engera ili Istočnih Jugura.

## Vanjske poveznice
- Ethnologue (14th)
- Ethnologue (15th)